# Cvito Fisković
Cvito Fisković, hrvaški umetnostni zgodovinar in arheolog, redni član HAZU, * 24. december 1908, Orebić, † 13. julij 1996, Split.
Leta 1928 je končal gimnazijo v Dubrovniku, 1933 pa diplomiral iz umetnostne zgodovine in arheologije na Filozofski fakulteti v Zagrebu. Po diplomi je do leta 1936 služboval kot učitelj, profesor in ravnatelj v Orebiću nato pa kot kustos Arheološkega muzeja v Splitu. Leta 1938 je na zagrebški Filozofski fakulteti doktoriral s tezo o korčulski katedrali. Leta 1943 se je pridružil Partizanom, od 1945 do upokojitve pa je bil ravnatelj Konzervatorskog zavoda za Dalmaciji v Splitu. Redni član HAZU je postal leta 1958. 
Organiziral je raziskovalna dela na področju Dalmacije in Dubravnika, predvsem na področju umetnosti srednjegaveka. Objavil je več člankov in razprav v katerih je analiziral umetniška dela, obogatil jih je tudi z novimi arhivskimi dokumenti. Njegova najpomembnejša dela so: Korčulanska katedrala (Zagreb, 1939), Tripun Bokanić, graditelj zvonika trogirske katedrale (Split, 1940), Partizanski spomenici (Split, 1945), Dokumenti o radu naših graditelja i klesara 15. i 16. stoleča u Dubrovniku (Split, 1947), Prvi poznati dubrovački graditelji (Dubrovnik, 1955) ter članek o študiji in konzervatorskih delih na Dioklecijanovi palači v Splitu Prilog proučavanju i zaštiti Dioklecijanove palače u Splitu (JAZU, 1959, št. 279). Leta 1970 je prejel nagrado Socialistične republike Hrvaške za življenjsko delo.